# Isabel Sánchez Coello
Isabel Sánchez-Coello Reynalte (Madrid, 1564 - 6 de febrer de 1612) va ser una pintora espanyola, especialitzada en retrat i miniatura.
Nascuda al barri de la parròquia de San Pedro el Real de Madrid el 1564, era filla del pintor Alonso Sánchez Coello i de Luisa Reynalte. Educada en decòrum i comportament per la seva mare, va viure la seva infància a la cort, amb els infants de Castella, amb una vida despreocupada i privilegiada gràcies al càrrec del seu pare com a pintor de cambra.
Més tard va aprendre dibuix i preceptes artístics del seu pare. Segons el testimoni del batxiller Juan Pérez de Moya, les seva habilitat va ser una de les més destacades de la cort de Felip III de Castella, sobresortint en els retrats per la correcció, colorit i bellesa d'estil, i les miniatures. També va conrear la poesia i la música. Va tocar diversos instruments, entre els quals hi ha l'arpa, la viola d'arc, la cítara, entre d'altres.
No ha quedat cap obra de la seva autoria, segons Julia de la Torre és probable que treballés al taller del seu pare realitzant còpies, tot i que és possible que s'encarregués d'alguns encàrrecs de miniatures del taller, atès el poc interès que tenia el seu pare en aquesta mena d'obres i el marcat caràcter femení que tenien les miniatures en aquell moment. Se li han atribuït diverses obres, però l'única probable podria ser Felip II i els seus fills (1585), conservat a la Hispanic Society de Nova York, on apareixen príncep Felip i les infantes Isabel Clara Eugènia i Caterina Miquela visitant el seu pare, una escena que només podria haver pintat algú proper a la família reial.
En l'àmbit personal, va casar-se amb Francisco de Herrero y Saavedra, cavaller de Sant Jaume i regidor de Madrid. Va quedar vídua el 1602 i sota la protecció del seu fill, Antonio, que també va assolir l'hàbit de l'orde de Sant Jaume.
Va morir a Madrid el 6 de febrer de 1612, als 48 anys, i enterrada a la capella familiar de la parròquia de San Juan. La seva fama ha quedat unida a la del seu pare i, habitualment, en la historiografia la seva biografia ha estat tractada al costat de la d'Alonso Sánchez Coello.